# فلوریدا، میسوری
فلوریدا (به انگلیسی: Florida) یک روستا (ایالات متحده آمریکا) در ایالات متحده آمریکا است که در شهرستان مونرو، میزوری واقع شده‌است.
 فلوریدا ۰٫۳ کیلومتر مربع مساحت و ۰ نفر جمعیت دارد و ۲۰۱ متر بالاتر از سطح دریا واقع شده‌است.